# Square des Deux-Nèthes
Le square des Deux-Nèthes est un square du 18e arrondissement de Paris.

## Situation et accès

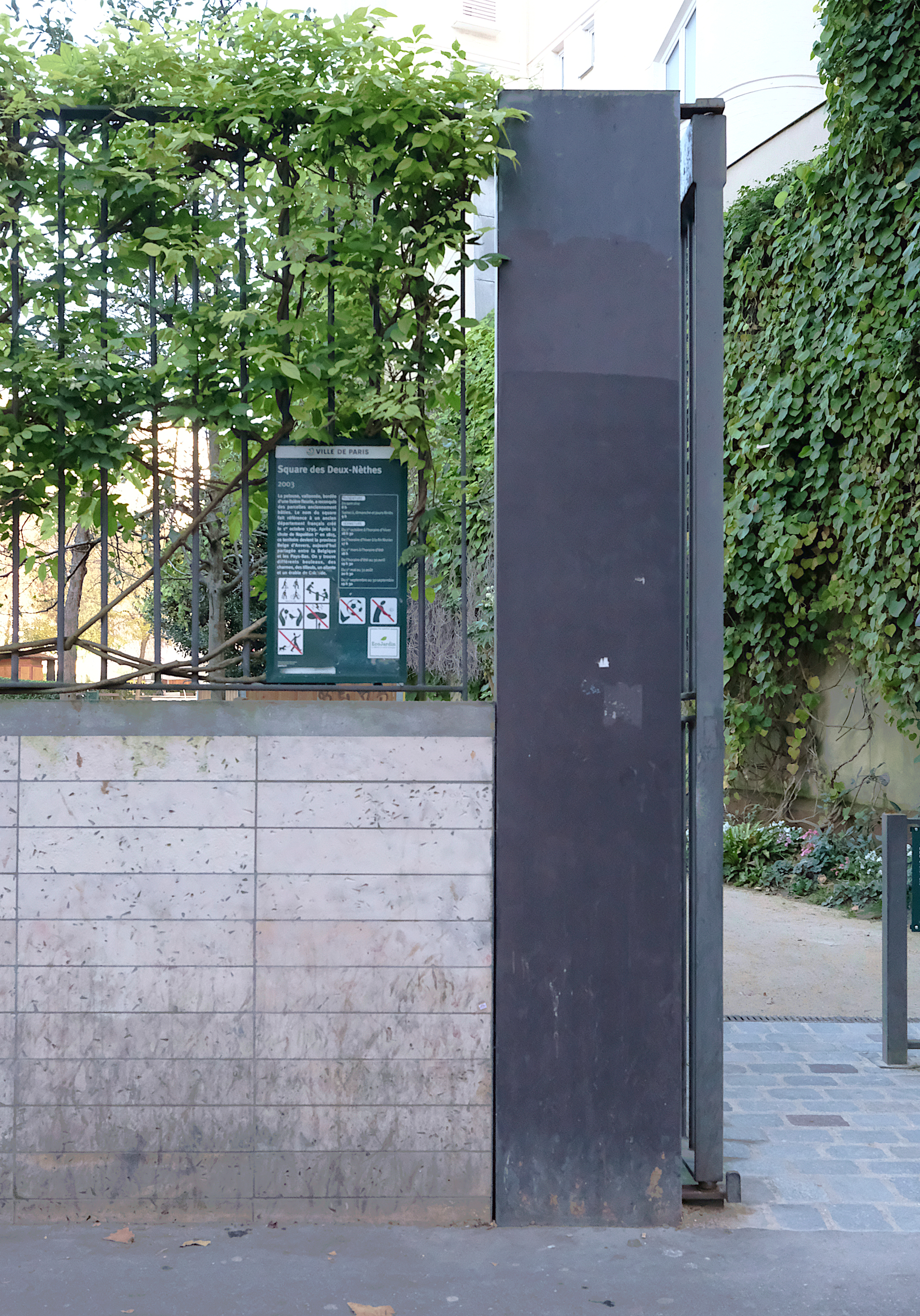
Entrée du square.

Le site est accessible par le 24, avenue de Clichy.
Il est desservi par les lignes 2 et 13 à la station Place de Clichy.

## Origine du nom
Ce square tire son nom, comme l’impasse des Deux-Nèthes mitoyenne, du département français des Deux-Nèthes qui avait existé sous la Révolution puis sous Napoléon Ier, avec Anvers comme chef-lieu. Le département lui-même tirait son nom de la Nèthe, rivière de Belgique ayant deux affluents : la Grande Nèthe et la Petite Nèthe.

## Historique
Durant l'entre-deux-guerres, l’emplacement du square des Deux-Nèthes est occupé par le bal musette du Petit Jardin, où se produisent en 1935, alors inconnus, Édith Piaf et Django Reinhardt, au sein de gens du milieu, de proxénètes, de prostituées… On y croise le malfrat Henri Charrière dit Papillon. 
Un graffiti à l'effigie de l'abbé Pierre est dévoilé dans le square le 22 janvier 2011.
Le square est un espace reconquis sur un îlot bâti vétuste, ouvert au public en 2003. Il est longé par deux petites impasses singulières, l'impasse de la Défense, entièrement rénovée dans un style très Bauhaus et l'impasse des Deux-Nèthes.